# Louis-Jean-Marie de Bourbon, hertig de Penthièvre
Louis-Jean-Marie de Bourbon, hertig de Penthièvre, född 1725, död 1793, var en fransk adelsman och filantrop. 

## Biografi
Han var son till Louis Alexandre de Bourbon, greve av Toulouse, det vill säga Ludvig XIV:s son med Madame de Montespan, och Marie Victoire de Noailles. Han gifte sig 1744 med Maria Teresa Felicitas d'Este. Äktenskapet beskrivs som lyckligt och paret fick sju barn, av vilka endast två blev vuxna. Hans hustru avled i barnsäng 1754. 
Penthièvre ärvde en rad titlar och ämbeten vid tolv års ålder vid sin fars död 1737. Han tjänstgjorde i franska armén under österrikiska tronföljdskriget. Som släkt med kungahuset - han kallades kusin av kungen - hade han sin egen våning reserverad vid kungliga hovet. 
Efter sin hustrus död 1754 drog han sig tillbaka från hovlivet och det offentliga livet och levde ett privatliv bosatt på slottet Château de Sceaux. Arvet efter hans far hade gjort honom till Frankrikes rikaste man, och han ägnade resten av sitt liv åt välgörenhet, något som gjorde honom allmänt populär och respekterad. Efter sin ende sons död 1768 levde han främst med sin svärdotter prinsessan de Lamballe som sällskap. 
Under franska revolutionen lämnades Penthièvre ifred på grund av den stora popularitet han fått i alla samhällsklasser på grund av sin välgörenhet, och även de mest radikala jakobinerna undvek att kritisera honom. Han drog sig tillbaka till slottet Château de Bizy i Normandie med sin dotter, som hade lämnat sin make. I september 1792 blev hans svärdotter mördad under septembermassakern i Paris, och Penthièvre sände förgäves agenter dit för att försöka rädda henne. Han avled i mars 1793 och begravdes i familjegraven i Dreux. 
Efter hans död konfiskerades hans förmögenhet och egendom, hans dotter blev arresterad i april 1793 och familjegraven vandaliserades av jakobinerna som vräkte hans och de övriga kropparna i en massgrav.